# خطوط الكوكب الصغير الجوية (كمبوديا)

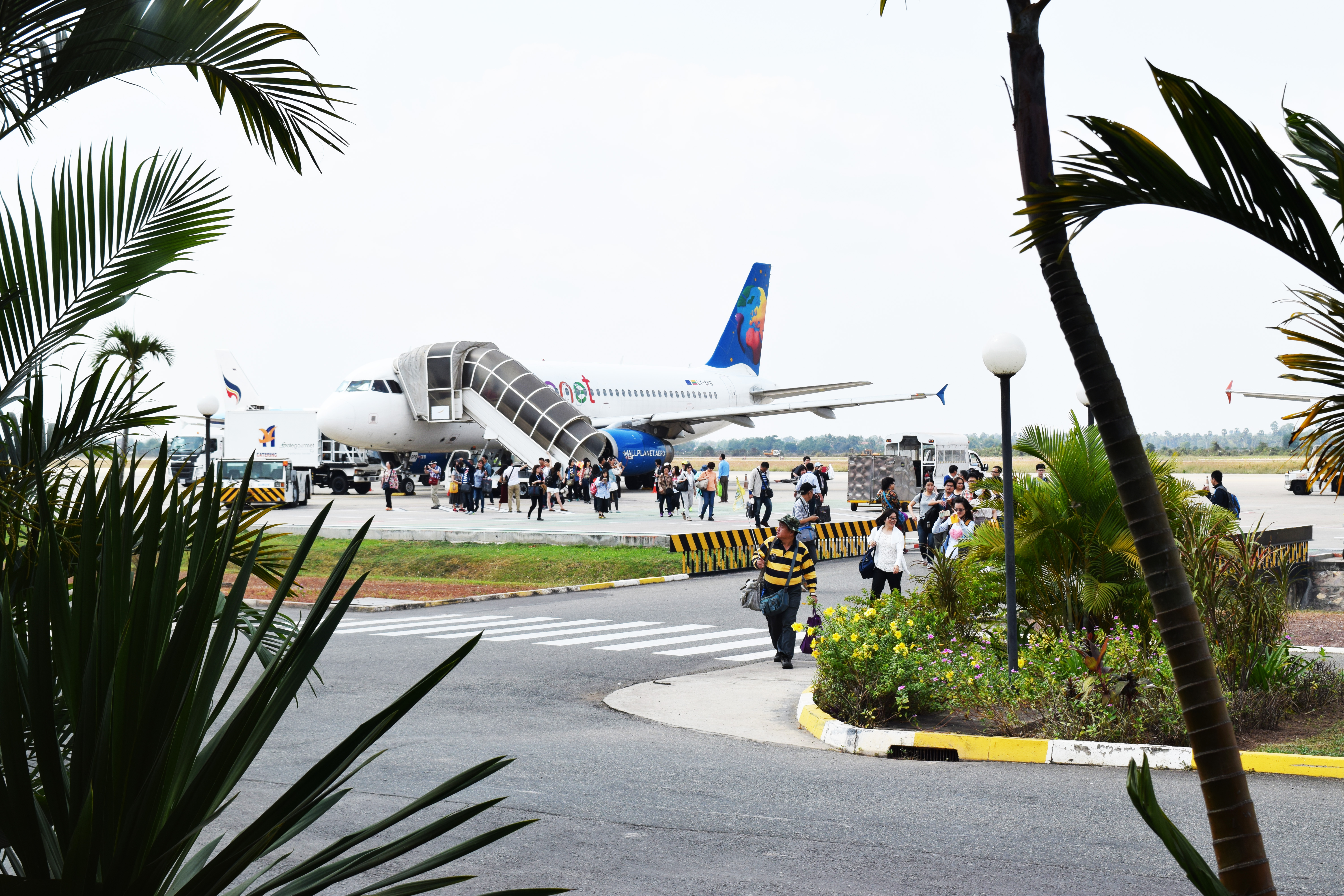
خطوط الكوكب الصغير الجوية كامبوديا Airbus A320-200

خطوط الكوكب الصغير الجوية كمبوديا  كانت شركة طيران مقرها في مطار سيام ريب الدولي. تابعة لشركة خطوط الكوكب الصغير الجوية الليتوانية منتهية الصلاحية.

## التاريخ
خطوط الكوكب الصغير الجوية كمبوديا هو اسم الشركة الفرعية الكمبودية لـ مجموعة الكوكب الصغير، التي تم إنشاؤها كمشروع مشترك لتقليل آثار الموسمية على أعمالها التي توفر مواثيق العطلات من خلال مقراتها الأوروبية. في أكتوبر 2017، حصلت الكوكب الصغير على شهادة المشغل الجوي من قبل الأمانة العامة للطيران المدني في كمبوديا (SSCA) لتأسيس شركة طيران مقرها في سيام ريب. خططت خطوط الكوكب الصغير الجوية كمبوديا لتشغيل رحلات ترفيهية من سيام ريب إلى وجهات في كوريا الجنوبية والصين مع خطط لمزيد من الدول الآسيوية، بما في ذلك تايلاند واليابان. بدأت عملياتها في 30 نوفمبر 2017 مع أول رحلة لها من العاصمة بنوم بنه إلى سيام ريب.
في نوفمبر 2018، أوقفت شركة الطيران عملياتها مؤقتًا بسبب صعوبات مالية. في الأسابيع السابقة، توقفت شركاتها الشقيقة في بولندا وألمانيا عن العمل لنفس السبب.

## الوجهات
أدارت شركة الطيران خدمة منتظمة من مقرها في مطار سيام ريب الدولي إلى بنوم بنه وسيهانوكفيل.

## الأسطول
اعتبارًا من أكتوبر 2018، قامت شركة خطوط  الكوكب الصغير الجوية كامبوديا بتشغيل الأسطول التالي:
| الطيارات       | في الخدمة | الطلبات | الركاب | الملاحظات |
| -------------- | --------- | ------- | ------ | --------- |
| إيرباص إيه 320 | 2         | —       | 180    |           |
| المجموع        | 2         | —       |        |           |